# Национальная библиотека имени А. С. Пушкина Республики Тыва
Национальная библиотека Республики Тыва им. А. С. Пушкина — библиотека в Республике Тыва.

## История
В сентябре 1931 года по решению Президиума Малого Хурала ТНР впервые была создана Городская библиотека. А в 1941 г. она реорганизована в Государственную библиотеку ТНР. 26 марта 1942 г. Указом Президиума Малого Хурала ТНР, библиотеке присвоено имя А. С. Пушкина. В октябре 1944 г. библиотека преобразована в Тувинскую областную библиотеку.
В 1957 г. было построено новое здание для книгохранилища, где разместился отдел книгохранения.
В 1958 г. приказом Министерства культуры СССР № 15 от 7 января 1958 г. на библиотеку возложена функция книжной палаты и в 1960 г. открыт методико-библиографический отдел, библиотеке передано здание бывшей ветлечебницы для читального зала.
В 1961 г. создан обменно-резервный фонд, а в 1962 г. библиотека преобразована в республиканскую.
В 1976 г. библиотека была награждена Юбилейным дипломом, Ленинской Юбилейной Почетной грамотой к 50-летию Советской власти. Библиотека награждена Почетной грамотой Президиума Верховного Совета Тувинской АССР за успехи, достигнутые в выполнении заданий девятой пятилетки.
В 1984 г. был совершен перевод фондов и каталогов на ББК. В 1990 г. библиотеке передано старое здание Госбанка (ул. Ленина, 21); нотно-музыкальный отдел разместился в здании абонемента.
В 1991 г. был открыт отдел литературы по общественным наукам. Создан сектор научно-исследовательской работы. Нотно-музыкальный отдел преобразован в отдел литературы по искусству. Школа передового опыта по библиографии в г. Кызыле.
В 1993 г. библиотеке присвоен статус Национальной библиотеки Республики Тыва им. А. С. Пушкина.
В 1996 г. принят Закон Республики Тыва «О библиотечном деле» (№ 584). В это же год проведена научно-практическая конференция «Роль Национальной библиотеки Тувы в становлении и развитии библиотечного дела республики», посвященная 65-летию Национальной библиотеки. Создан сектор деловой информации в структуре информационно-библиографического отдела. Республиканский конкурс «На лучшую организацию методического руководства в ЦБС». Республиканский слет библиотечных работников, посвященный Общероссийскому Дню библиотек.
В 1997 г. организована Школа методистов. Объединены отделы: комплектования и альтернативного комплектования ЦБС. Директор национальной библиотеки приняла участие в работе 63-й генеральной конференции ИФЛА в столице Дании г. Копенгаген.
В 1999 г. создан Ученый совет, открыт отдел естественнонаучной литературы, «Центр национальной культуры». Прошел марафон краеведческой книги. Создан фонд редких и ценных книг.

## Достижения
На счету НБ им. А. Пушкина немало наград и дипломов. В 1998 г. НБ им. А. Пушкина стала обладателем диплома III степени Всероссийского смотра-конкурса по информационной продукции в области культуры и искусства Российской Федерации за издание библиографического указателя «Мелодия в камне» и краткого историко-библиографического очерка «История культуры Тувы. Древний мир и средневековье». В 2004 г. Национальная библиотека награждена дипломом II степени республиканского конкурса «Лучшее учреждение культуры и искусства 2004 года» в номинации «Лучшее республиканское учреждение культуры и искусства».
В 2006 г. Национальная библиотека награждена дипломом II степени республиканского конкурса «Лучшее учреждение культуры и искусства 2006 года» в номинации «Лучшее учреждение культуры и искусства 2006 года» в номинации «Лучшее республиканское учреждение культуры и искусства».

## Структура
В НБ им. А. Пушкина функционирует 13 отделов, в том числе информационно-библиографический, национальной и краеведческой литературы, социально-экономической литературы, естественнонаучной литературы, технической литературы, литературы по искусству, читальный зал.